# Humberto García Garnica
Humberto García Garnica (Ciudad de México, 25 de marzo de 1941) es un fisicoculturista mexicano. Entre sus logros, destaca haber ganado Mr. México 1964, y ser el primer mexicano en ganar dicho título tres veces consecutivas en las categorías: Mr. México Junior 1959, Mr. México Amateur 1964 y Mr. México profesional en 1967.

## Biografía y carrera

### 1941-1956: primeros años
Humberto García Garnica nació el 25 de marzo de 1941 en Ciudad de México. Creció en la colonia Guerrero, y desde muy joven se vio obligado a trabajar para sostener a su familia. A los trece años de edad compaginaba trabajo, estudios y su afición por el fisicoculturismo, disciplina que comenzó a practicar desde los 15 años de edad.

### 1956-1964: inicios como fisicoculturista
Garnica comenzó en el fisicoculturismo en 1956. Con quince años de edad, entrenaba en el gimnasio Balneario Olímpico ubicado en la calzada Ignacio Zaragoza y después en 1957 en el Super Gimnasio ubicado en Paseo de la Reforma 34. Aquellos gimnasios del centro de la Ciudad de México, eran donde emergían las grandes figuras del fisicoculturismo mexicano como Humberto García que encontraron en el fisicoculturismo un medio para sobresalir. 
Cuando ya tenía una figura con musculatura y definición, participó como comparsa en varias óperas, entre ellas, Nabucco, Aída, La Bohemia, Tosca y Carmen. Todas ellas en el Palacio de Bellas Artes. Esas pequeñas apariciones, así como su trabajo de instructor de fisicoculturismo le permitían obtener recursos económicos. Su primer título fue Mr. México Junior 1959. 

### 1964:Mr. México
En febrero de 1964 cuando cursaba el segundo año de la carrera de ingeniero químico decide prepararse para el Mr. México. Un año difícil ya que muere su madre y su abuela padecía parálisis severa a raíz de una embolia ocurrida tres años antes. 
Cuando llevaba cuatro meses de preparación para el Mr. México 1964, la revista Muscle Power publicó una portada y un cromo a doble página con su figura. Fue entonces cuando al ver su imagen tuvo la primera decepción: “me di cuenta que el esfuerzo que estaba haciendo en el gimnasio, no se reflejaba en mi físico. No tenía el volumen y la definición que anhelaba”. Por esta razón decide recurrir al legendario Vince Gironda.
Para la preparación del Mr. México entrenaba en promedio tres horas y media al día, a lo que Vince Gironda refutó: “¡estás sobreentrenado!”. El gurú del fisicoculturismo, le aconsejó realizar un ejercicio por cada grupo muscular. Ocho series de ocho repeticiones, hacer seis comidas pequeñas al día con intervalos de tres horas, en vez de las tres comidas fuertes que se acostumbran en México. Indicó suprimir almidones y azúcares y tomar tabletas de hígado de res desecado. 
Al mes logró mayor definición y volumen, de tal forma que entrenando tan sólo una hora y media al día logró obtener el título Mr. México Amateur 1964 con la votación unánime de los siete jueces. Tres años después obtuvo el título Mr. México profesional 1967 para el cual necesitó de tan sólo treinta minutos diarios de entrenamiento. Se convirtió así en triple campeón
| Año  | Premio                 |
| ---- | ---------------------- |
| 1959 | Mr. México Junior      |
| 1964 | Mr. México Amateur     |
| 1967 | Mr. México Profesional |

#### Su relación con Vince Gironda

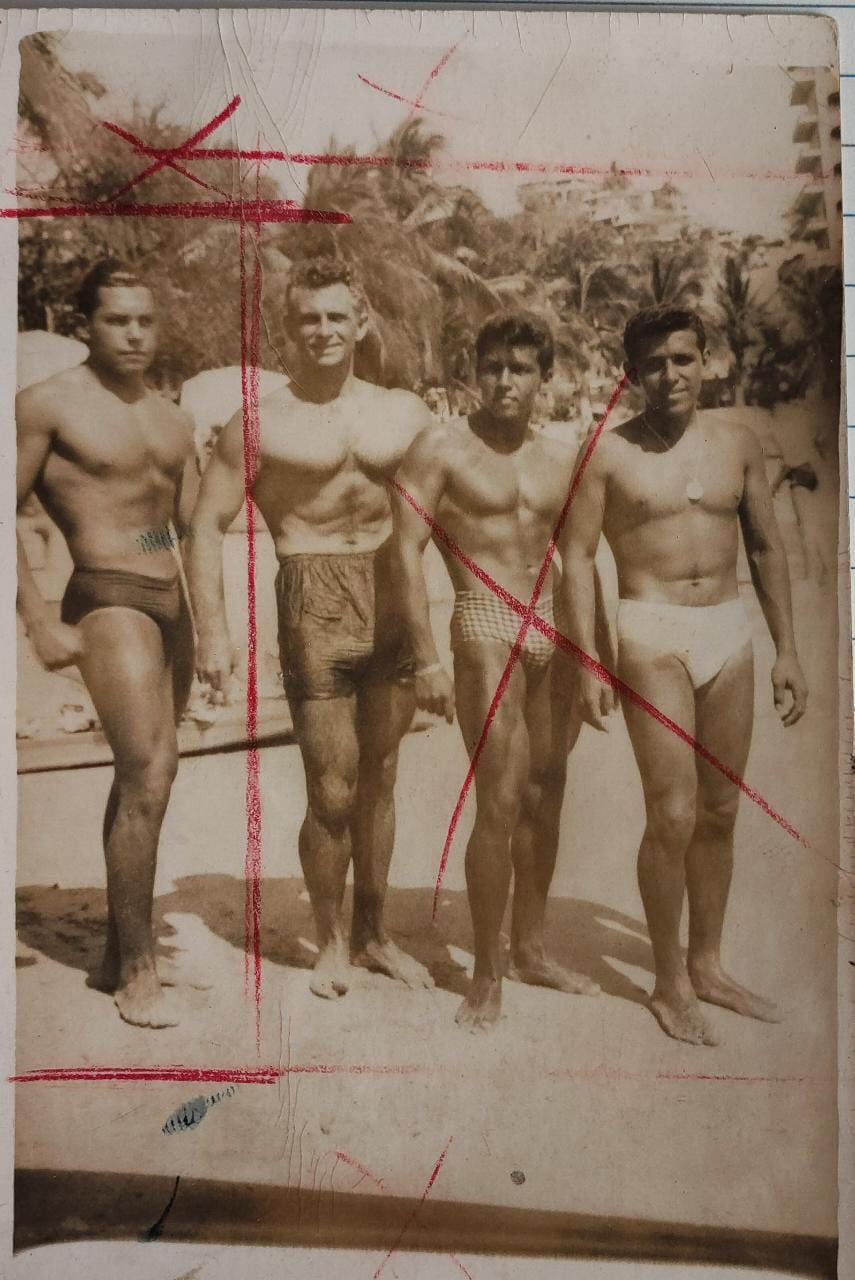
Vince Gironda (segundo) y Humberto García (tercero) en la playa de Caleta, Acapulco. 1959. Archivo revista Muscle Power

Vince Gironda supervisó el entrenamiento de Humberto García rumbo al Mr. México 1964, Mr. Universo 1965 y Mr. México profesional 1967. 
Se conocieron en 1959 en Acapulco durante una visita del estadounidense a la playa mexicana y a partir de ahí forjaron una amistad. García había seguido durante años la trayectoria de Vince, pues había revolucionado los conceptos de entrenamiento y nutrición.
Vince Gironda, considerado una de las autoridades más respetadas en el fisicoculturismo, cita en su libro Blueprint For The Bodybuilder a Humberto García como uno de los campeones que formó en su legendario gimnasio Vince’s Gym en California, junto a otros fisicoculturistas como: Larry Scott, Don Howorth , Bert Elliot, Reg Lewis, Ray Rotledge, y figuras del cine de la talla de: Clint Walker, Clint Eastwood, James Garner y David Carradine. Más tarde entrenó también a Arnold Schwarzenegger entre muchos más.
Las primeras asesorías que Vince Gironda brindó a Humberto García fueron por correspondencia. El estadounidense escribía desde California las rutinas con fotografías del propio Gironda haciendo los ejercicios que recomendaba y por la parte de atrás de la fotografía la descripción del ejercicio y la rutina, de tal forma que fuera lo más claro y gráfico posible. 
En 1965 Vince Gironda recibió a Humberto García en su casa de California para entrenarlo para el Mr. Universo 1965, donde convivió también con la familia de Vince: su esposa Bobby y el pequeño Guy de dos años de edad. “Extraordinarios anfitriones y de una gran generosidad”, explicó el Mr. México a su regreso a México. 
En una carta escrita por Gironda donde daba a García instrucciones de entrenamiento al final le escribe “ Bobbie te envía sus mejores deseos y Guy pregunta por tí todo el tiempo, quiere tomar un avión para ir a México a ver a Humberto”.
Era la primera vez que Humberto García visitaba los Estados Unidos y también la primera que viajaba al extranjero. Vince lo llevó a conocer los gimnasios más importantes en Los Ángeles, así como celebridades del Fisicoculturismo y organizó para Humberto una sesión de fotos para la revista de Joe Weider que en ese entonces se llamaba Muscle Builder, actualmente Muscle and Fitness. Las fotografías fueron tomadas por el fotoperiodista Gene Mozee quien era editor en jefe de Muscle Builder Magazine.
El Vince’GYM, propiedad de Vince Gironda, era uno de los más famosos del mundo y al entrar a su gimnasio ubicado en Studio City, Humberto se encontró con el legendario fisicoculturista estadounidense Larry Scott, quien se preparaba para el primer Mr. Olympia de la historia, concurso que ganó en una competencia descrita por los medios deportivos como memorable.

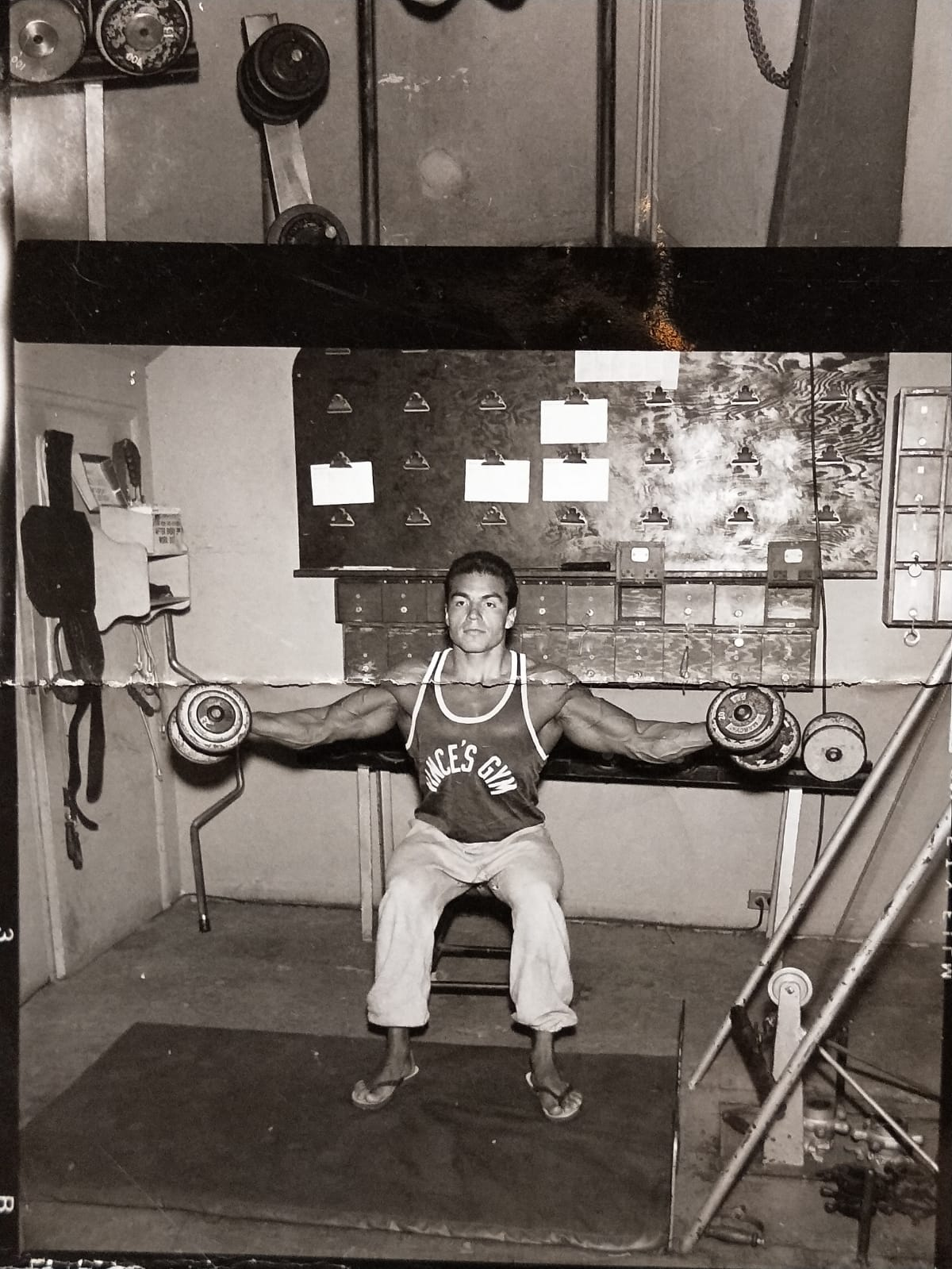
Humberto García en Vince's Gym, California 1965

Al entrar al gimnasio, García lo observó en la máquina de 45 grados de ángulo entrenando el bíceps, dicha máquina fue creada especialmente por el mismo Vince Gironda para Larry Scott, ejercicio popularizado como Curl Scott. Entablaron una breve conversación y durante su entrenamiento, Humberto García también probó el famoso aparato inventado por Vince, que era una banca y un cojín construido de tal forma que impulsó el éxito de Larry Scott.
En una de las paredes del Vince’s GYM lucía la portada de la revista Muscle Power con la figura de Humberto García Mr. México en 1964, páginas donde también se incluía un cromo a todo color a doble página de Vince Gironda. En dicha portada se apreciaba el cambio radical de Humberto obtenido a partir de las recomendaciones de Vince.
“Puedo decir, sin temor a equivocarme, que si el concepto de sobre entrenamiento no hubiese penetrado en mi mente, la dirección total de mi carrera como fisicoculturista e ingeniero químico se hubiese retrasado o frustrado” aseguró Humberto García, quien siempre agradeció a Vince Gironda su labor como entrenador.

### Humberto García y Bob Gajda

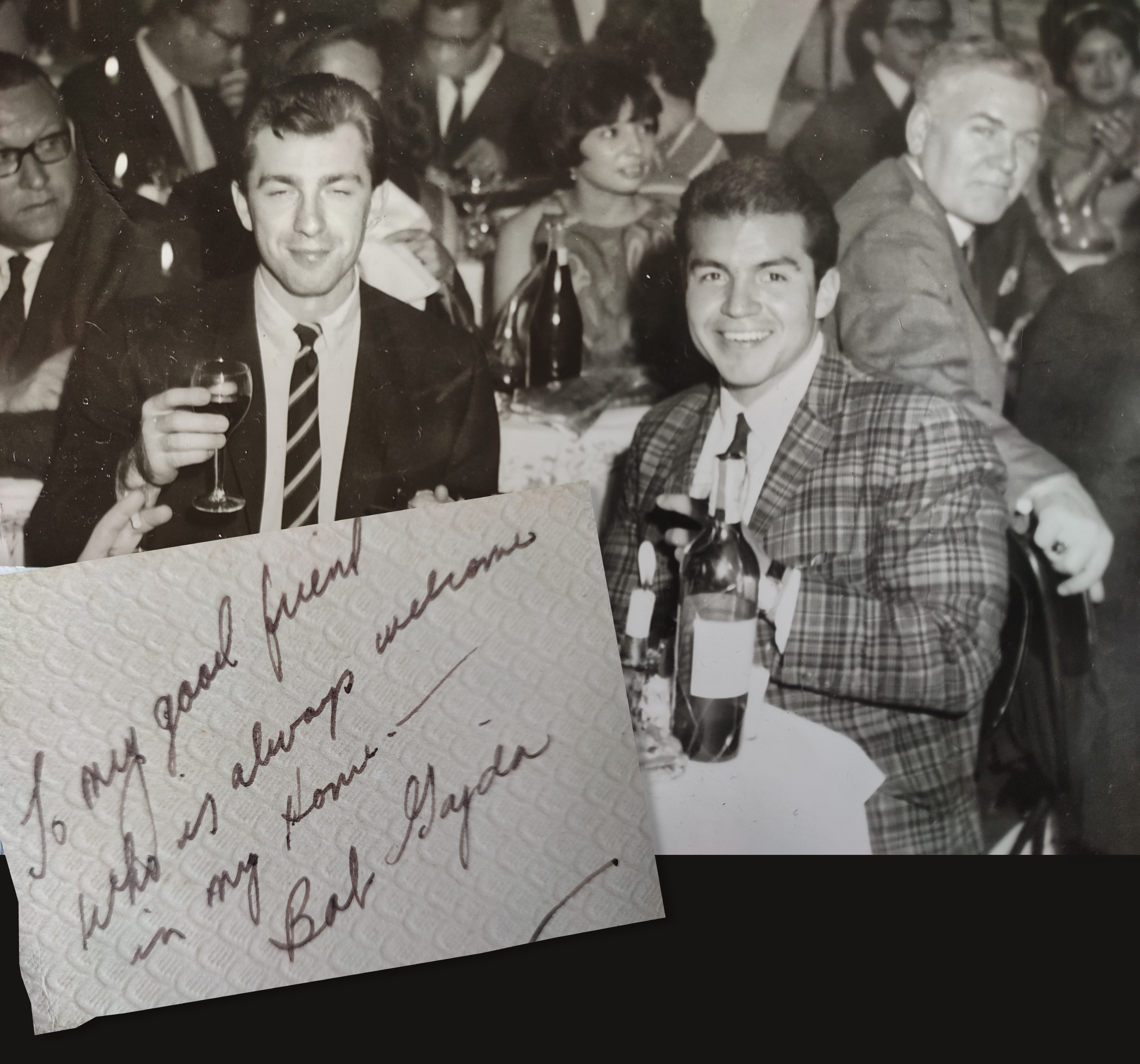
Finales de 1966 en el restaurante Gitanerías en la Ciudad de México, durante la visita de Bob Gajda a México.

Humberto García conoció a Bob Gajda pionero del entrenamiento de rendimiento en 1966, el mismo año que el culturista estadounidense ganó el AAU Mr. América 1966. 
Bob Gajda quien se encontraba de visita en la Ciudad de México llamó por teléfono al Club Atlético del Pedregal donde García era entrenador. Consultaba disponibilidad para entrenar durante su corta estancia en México, así que Humberto García que era el único que en ese momento hablaba inglés le tomó la llamada y al darse cuenta de que se trataba del también FICH Mr. Universo 1966 le proporcionó todas las facilidades para entrenar en el Club y fue su anfitrión durante su estancia en la ciudad. 
Durante esa visita y después en una reunión en Chicago, el propio Bob Gajda explicó a Humberto García el Sistema de Acción Periférica del Corazón, también conocido como Sistema de Circuito, sistema de entrenamiento que en los años venideros fue la base de la rutina de Humberto García y del que también se volvió promotor.

## Pionero y promotor del Sistema de Circuito en México y Latinoamérica
Desde la década de los sesenta Humberto García introdujo en el fisicoculturismo en México y Latinoamérica diversas técnicas vanguardistas de entrenamiento y programas nutricionales basados en su aprendizaje con su mentor y entrenador personal el estadounidense Vince Gironda.
Tanto en su desempeño como entrenador, así como en distintos artículos que escribió para la revista mexicana Muscle Power Humberto García difundió la técnica de entrenamiento de Sistema de Acción Periférica del Corazón, también conocida como Sistema de Circuito, el cual conoció en 1965 a través del fisicoculturista estadounidense Bob Gajda, técnica que lograba recortar significativamente el tiempo de entrenamiento con pesas obteniendo mayor definición y desarrollo muscular. 
Este sistema de entrenamiento fue inventado por el profesor de fisiología Arthur H. Steinhaus, del George Williams College, pero popularizado por Gajda en los Estados Unidos: Peripheral Heart Action o PHA training (Acción Periférica del Corazón). Con el tiempo y algunas adecuaciones se nombró Sistema de Circuito.
Dicho sistema, se basa en realizar un circuito de ejercicios de cuatro u ocho sets según la necesidad, alternando la parte superior con la parte inferior del cuerpo. Así la sangre circula con mayor fuerza por todo el circuito sanguíneo, dando una mayor fuerza y resistencia muscular. El circuito para ser efectivo debe hacerse en menor tiempo, sin descanso y con absoluta concentración.

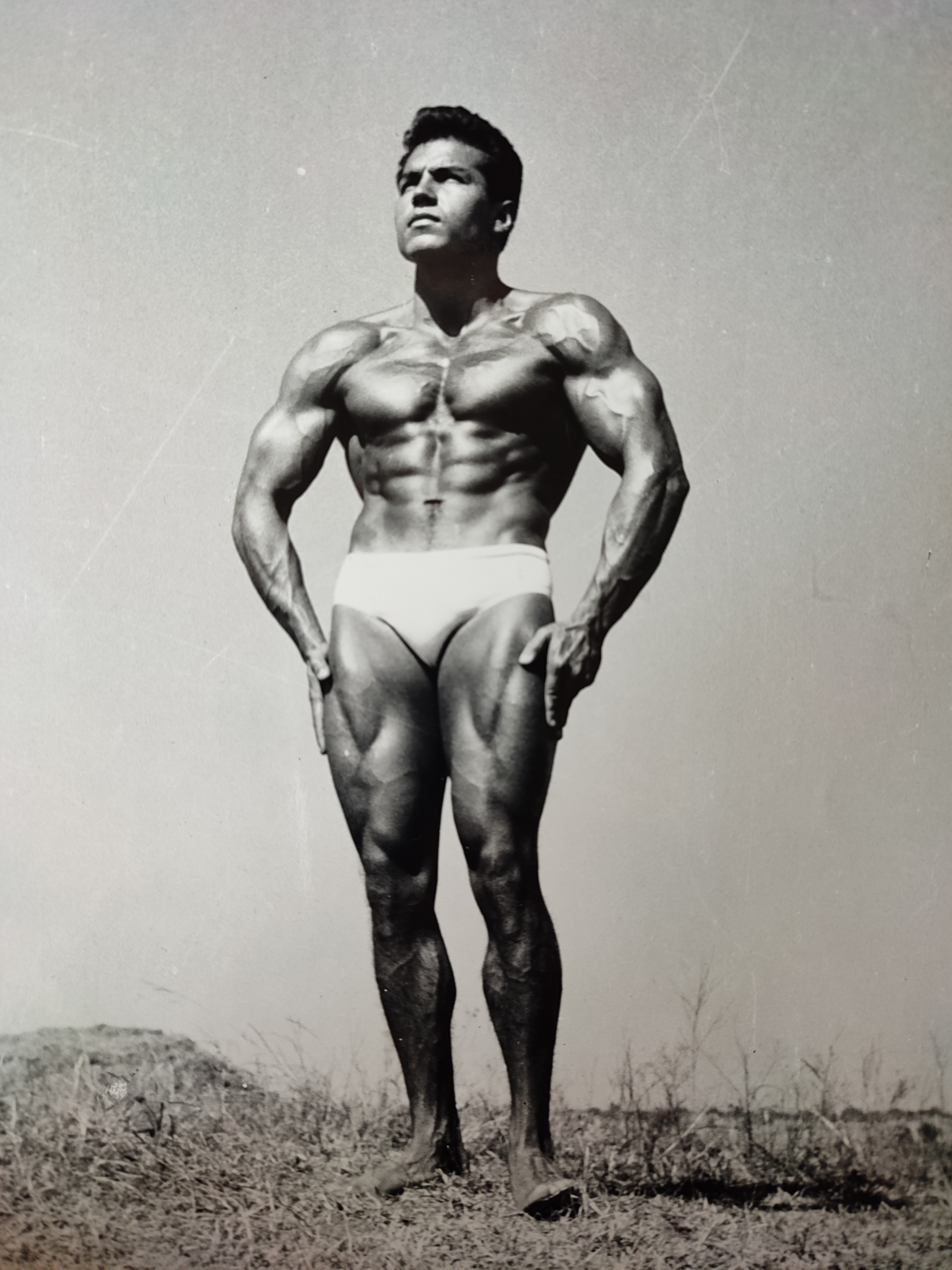
Humberto García Garnica una semana después del MR MEXICO 1964

Hasta ese momento, los deportistas hacían lo contrario: se trabajaba un grupo muscular por día, ya fuese superior o inferior, y descansaban entre un ejercicio y otro, lo que propiciaba el estancamiento físico al maximizar un grupo muscular durante un tiempo prolongado. 
Esta técnica totalmente innovadora y desconocida en México hasta entonces, la incorporó Humberto García de inmediato en su rutina, junto con la técnica personal de Vince Gironda creando un sistema propio de entrenamiento, de tal forma que en tan sólo 25 a 35 minutos diarios de entrenamiento obtenía resultados asombrosos adquiriendo un incremento en el desarrollo muscular. Así fue como “El Junior”, como le apodaban en el medio fisicoculturista, por ser el más joven en su categoría, sorprendió al público obteniendo el Mr. México profesional en 1967.
A partir de entonces, se convirtió en pionero y promotor del Sistema de Circuito en México y Latinoamérica. Fue a través de sus artículos en la revista Muscle Power y como entrenador del Club Atlético del Pedregal, donde transmitió con detalle dicho sistema. 
En un principio, la comunidad fisicoculturista en México se mostró incrédula sobre los beneficios del mencionado sistema, ya que dudaba en tan poco tiempo de entrenamiento se obtenía mayores resultados: “pensaban que me estaba guardando algunos secretos”, aseguró el “Junior” cuando explicó la dificultad para convencer de los beneficios de aquel entrenamiento innovador que, en la actualidad, se ha extendido a diferentes deportes y es reconocido por innumerables instituciones médicas y deportivas a nivel mundial.

## XIX Juegos Olímpicos México 1968
Después de ganar el título de Mr. México profesional en 1967 fue uno de los deportistas seleccionados en los XIX Juegos Olímpicos de México 1968 para acompañar el fuego olímpico, junto al fisicoculturista Alfonso Torres (Mr. México 1963); quien portó la antorcha olímpica en uno de los trayectos durante la inauguración el 12 de octubre en Ciudad de México. El último tramo correspondió a la atleta Enriqueta Basilio, primera mujer en la historia de unas olimpiadas en encender el pebetero olímpico.

## Ingeniería de Alimentos y Nutrición Celular
Como ingeniero Humberto García Garnica, se enfocó en la Ingeniería de Alimentos y Nutrición Celular. En 1964, cuando aún era estudiante de la facultad de ingeniería química de la UNAM, leyó el estudio publicado en 1951 por el científico Benjamin H. Ershoff en los Ángeles California, donde presentaba resultados contundentes: si se alimentaba con hígado de res a ratas de laboratorio, incrementaba su resistencia para nadar en condiciones adversas. A partir de dicha publicación, Humberto García comenzó en México su propia experimentación e investigación sobre los nutrientes del hígado de res que culminó en 1967 con la fabricación de su primer complemento alimenticio Protoliber logrando extraer del hígado de res desecado todas las vitaminas del complejo B, aminoácidos, enzimas y minerales. 
Él mismo aseguró en varias entrevistas, que fue el hígado de res parte fundamental en su dieta para lograr los títulos de Mr. México. 
Al comprobar que dicha fórmula natural proporcionaba mayor resistencia física, lo comunicó a la comunidad académica de la UNAM semanas antes de los XIX Juegos Olímpicos de México 1968. 
El médico Julio Ramos quien dirigía medicina deportiva de la UNAM le animó a mostrar dichos resultados al entrenador estadounidense Ronald Johnson, entonces entrenador de la selección mexicana de natación. Ronald Johnson, adquirió diez mil grageas de aquella fórmula para el equipo de natación, entre los cuales formaba parte el nadador Felipe Muñoz, conocido como el Tibio Muñoz.
En la prueba de 200 metros pecho El Tibio Muñoz venció al campeón del mundo, el ruso Vladimir Kosinski, otorgando a México su primera medalla de oro.
Humberto García continuó con sus investigaciones en nutrición celular bioregenerativa. Así fue como, dos años más tarde, buscando obtener un producto con proteínas de alto valor biológico, consideradas así, por contener los aminoácidos esenciales para el funcionamiento del organismo, desarrolló Proteína 80 un producto también natural a base de albúmina de huevo y caseinato de calcio. 
Su interés en desarrollar complementos alimenticios de origen natural, radicaba no sólo en contribuir al desempeño del deportista de competición, sino a la población en general, especialmente en un país como México donde los altos índices de desnutrición se asocian a la pobreza. 
Su motivación vino de su propia experiencia cuando estuvo cerca de suspender la carrera de ingeniero químico. Cuando la UNAM valoró su caso concluyeron que no contaba con recursos económicos para alimentarse adecuadamente y le otorgaron una beca alimenticia. A partir de entonces su rendimiento académico mejoró radicalmente y pudo concluir sus estudios. 
Como ingeniero químico especialista en nutrición celular, alertó del riesgo de consumir productos alimenticios que contenían sustancias sintéticas y del exceso de azúcares, presentes en la industria alimentaria. Por ello, desde 1964, en sus fórmulas y patentes tanto en Protoliber como Proteína 80 empleó nutrientes de origen natural y sin azúcares añadidos, adelantándose cinco décadas a la tendencia mundial en nutrición. 
Tenía interés también en las enzimas que ayudan al cuerpo a liberar toxinas para mejorar la salud y obtener mayor energía. En su fórmula de Protoliber destacó Citocromo P450, que se encuentra en altas concentraciones del hígado. Catalizador de la oxidación que ayuda al cuerpo a liberar toxinas, tanto las que genera el propio organismo, como las externas a través de la alimentación y respiración.

## Revista Muscle Power

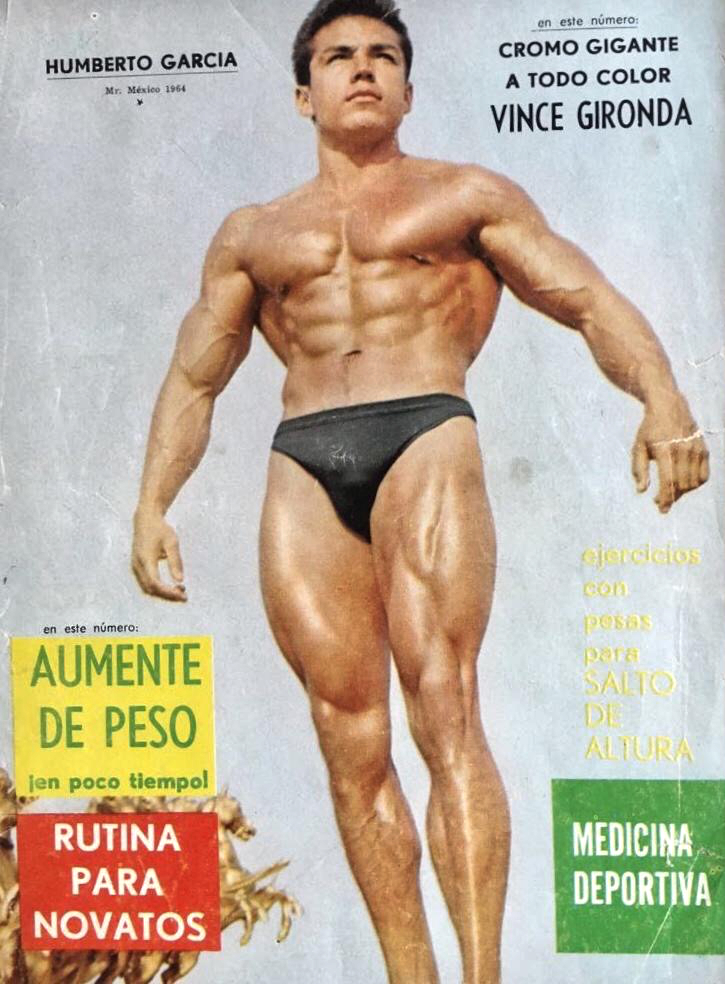
Humberto García Mr. México en la portada de la revista Muscle Power. Número 43 año XI. Marzo de 1965

En 1986 adquiere la revista mexicana de fisicoculturismo Muscle Power con la idea de revitalizar la publicación que llevaba en circulación desde 1954. Una publicación que apreciaba, pues desde 1964 y, bajo la dirección de los hermanos Salvador Pérez y Valente Pérez, dieron seguimiento desde sus inicios a su carrera como fisicoculturista, mientras él colaboraba de manera gratuita con artículos sobre nutrición y sistemas de entrenamiento.
Dicha publicación fue durante cinco décadas referencia en el medio fisicoculturista considerada la más antigua y de mayor cobertura en México y Latinoamérica.
Como editor y director de la revista, Humberto García llevó a cabo una reestructuración en los contenidos, concretamente en temas de nutrición, dietas y rutinas de entrenamiento. Reunió a jóvenes periodistas que iniciaban su carrera profesional para realizar crónicas y entrevistas como Guillermo López Portillo, (Televisa) y al fotógrafo Ricardo Trabulsi ( Revista Quien).
Incorporó también mayor peso al fisicoculturismo femenil que a partir de los años 80 comenzó a tener presencia en México. Humberto García creía importante fomentar la participación de la mujer en todos los ámbitos, no sólo en el deportivo, por ello incluyó artículos destinados a este sector.
Muscle Power continuó siendo una ventana para muchos jóvenes que comenzaban en el deporte y se convirtieron en campeones nacionales como: Rogelio Ramos, José Alfredo Valdez, Salvador Samaniego, Ricardo Ayala, Norma Loza y Lupita Lugo entre muchos más. 
En los años ochenta ante el boom del fisicoculturismo en Estados Unidos y el resto del continente americano, Humberto García a través de la revista Muscle Power alertó a la comunidad deportiva de los peligros de las rutinas extenuantes que se ponían de moda, así como del uso de anabólicos, señalando el gran perjuicio que tenían para la salud. De tal forma que la revista tuvo un papel determinante en concientizar a la población de estos riesgos. 
Como promotor, realizó en los años 1987, 1988 y 1989 los concursos de fisicoculturismo Mr. México Juvenil, El Clásico Mr. México y Muscle Power. Eventos que se difundían también en la revista.
Para celebrar los 50 años de la publicación se editó un ejemplar donde el actor y fisicoculturista Arnold Schwarzenegger se sumó a las felicitaciones.
Schwarzenegger conocía la revista ya que en la década de los setenta fue varias veces portada de Muscle Power y la revista documentó sus primeros años como fisicoculturista, así como sus visitas a México.

## Entrenador de fisicoculturismo

### Entrenador del Club Atlético del Pedregal
En 1964 con 23 años de edad, comienza su trabajo de entrenador en el gimnasio del Club Atlético del Pedregal que se encontraba en la Av. Universidad al sur de la Ciudad de México.
El Club Atlético del Pedregal era uno de los de mayor prestigio en la Ciudad de México de aquella época, conocido por recibir artistas de la talla de Armando Silvestre, Jorge Rivero, Enrique Álvarez Félix, Andrés García, Rafael del Río y Roberto Jordan. 
En ese gimnasio Humberto García se convirtió en entrenador personal del actor Jorge Rivero y de otras personalidades.

### Entrenador de Jorge Rivero

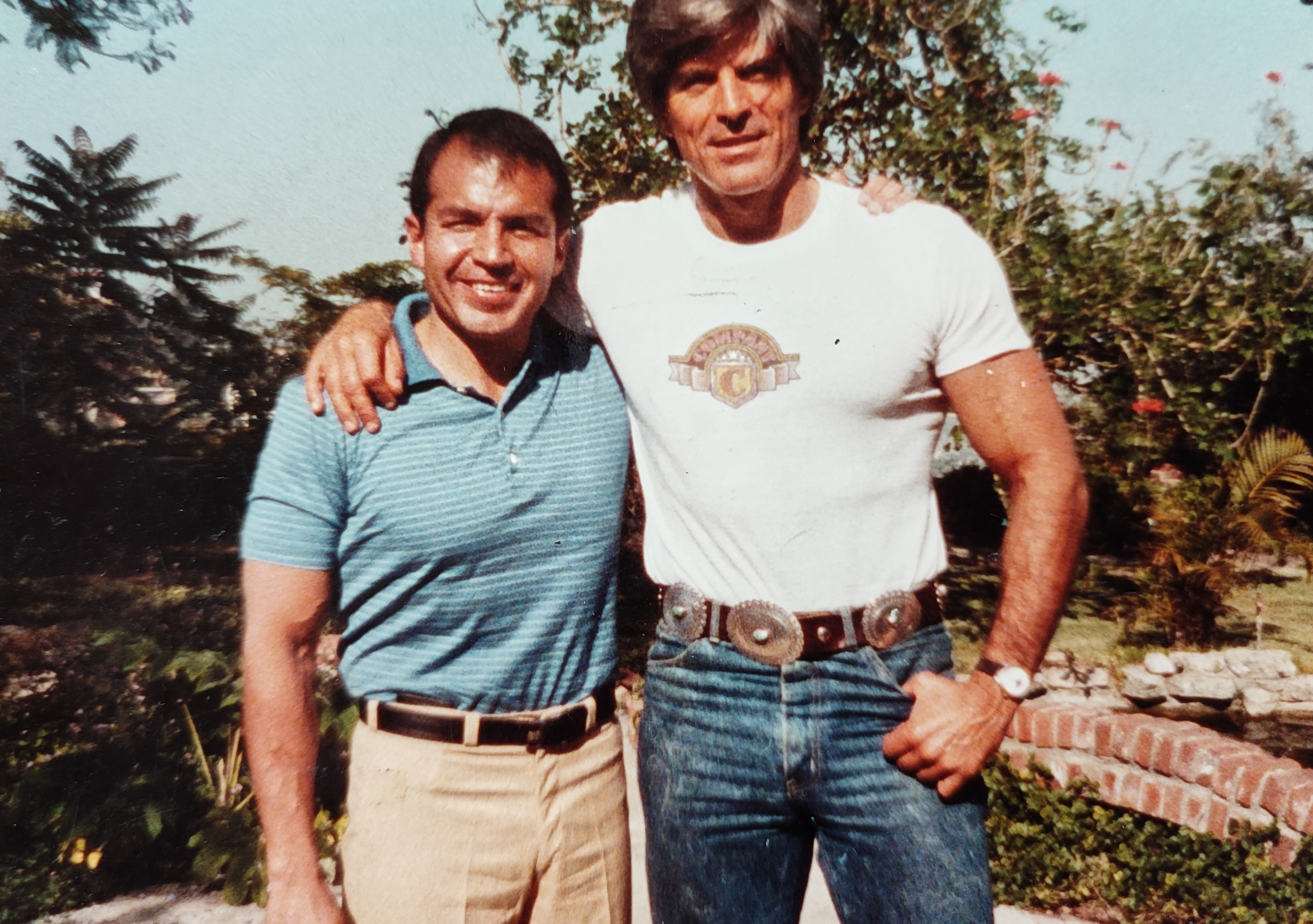
Humberto García y el actor y fisicoculturista mexicano Jorge Rivero. California 1985

En 1964 Jorge Rivero solicitó a Humberto García ser su entrenador personal. El entrenamiento se llevaba a cabo en el Club Atlético del Pedregal y completaban la rutina corriendo varios kilómetros en el Estadio Olímpico Universitario (UNAM). 

## Promotor de la Reingeniería del Entrenamiento

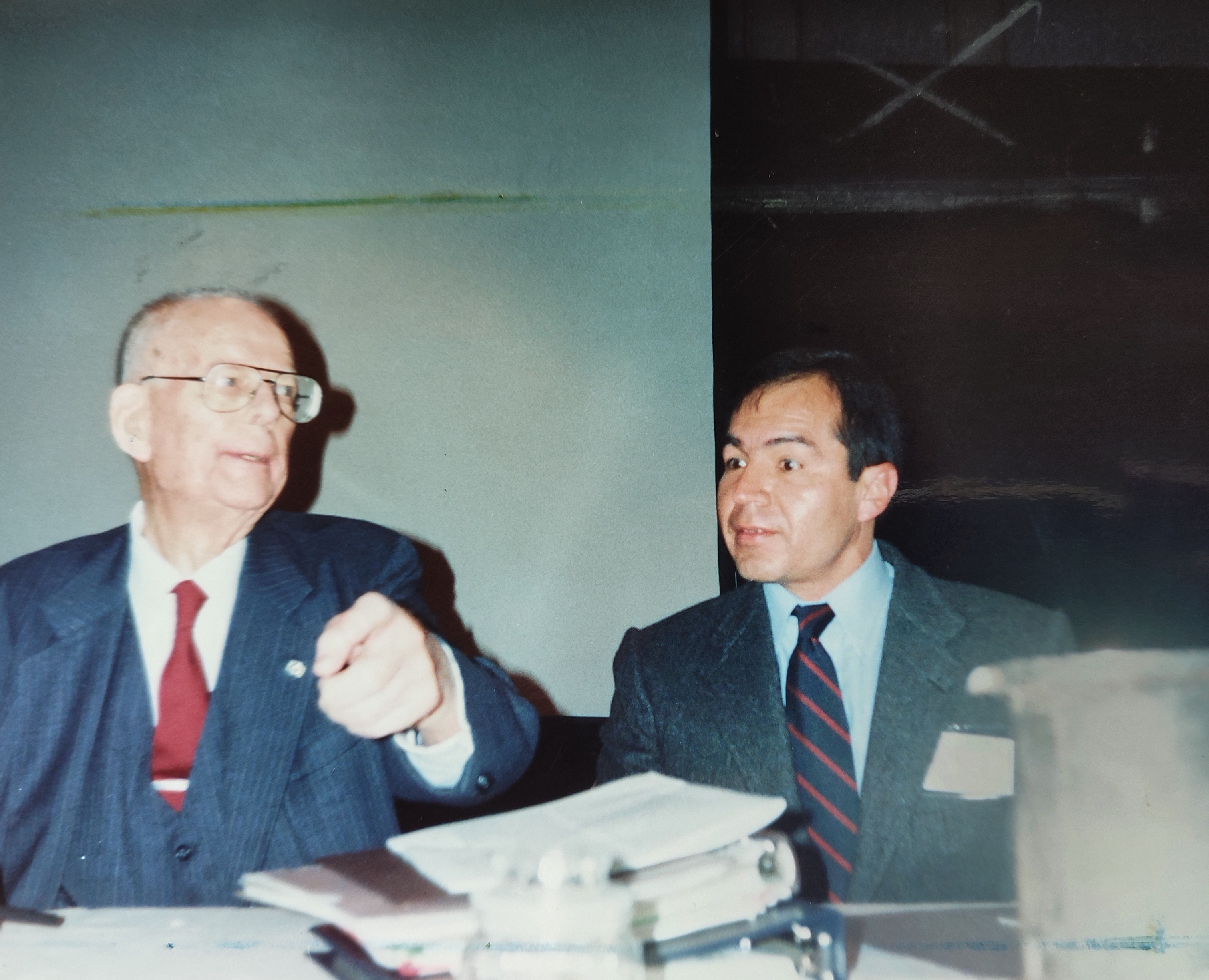
El Dr. Edwards Deming y el Ing. Humberto García.

En 1974 lee las publicaciones del gurú del management empresarial Peter F. Drucker y se interesa por sus conceptos de control de calidad y asiste a sus seminarios. Lo hace también con el estratega Michael Kami para la planeación estratégica e innovación. 
Más tarde en 1990 en el seminario de Calidad y Administración de la Calidad en la Universidad de Washington, conoce al Dr. William Edwards Deming responsable junto con Joseph Moses Juran del llamado milagro japonés que llevó al país asiático a consolidarse como economía mundial después de la Segunda Guerra Mundial. 
Durante ese encuentro Edwards Deming le transmite a Humberto García los conceptos de control de calidad e innovación que formarán parte de su filosofía aplicada también al deporte: “son conceptos no sólo aplicables en Japón sino en todas partes, son conceptos universales”, le dijo Deming.
Después de ello, reafirma que la sociedad del futuro será una sociedad del conocimiento y dedica gran parte de su tiempo en promover dichos conceptos en la revista Muscle Power, de tal forma que el fisicoculturista pudiera aprovecharlo e implementarlos en la vida diaria y concretamente en rutina de gimnasio.
Así crea y promueve el concepto de Reingeniería del Entrenamiento enfocada a obtener mejores resultados en un menor tiempo.